# Villava-Atarrabia
Villava-Atarrabia (spanisch/baskisch) ist eine Gemeinde in der Autonomen Region Navarra (Comunidad Foral de Navarra) in Spanien.
Sie grenzt im Süden an Pamplona und Burlada-Burlata, im Osten an Huarte und im Norden an Ezcabarte. Der Ort liegt in der Pamploneser Senke und gehört zum erweiterten Stadtraum der navarresischen Hauptstadt. Mit etwas mehr als einem Quadratkilometer Gemeindefläche ist Villava-Atarrabia die flächenmäßig kleinste Gemeinde in Navarra, der Bevölkerung nach ist sie jedoch die achtgrößte Stadt.

## Namensherkunft
Zwischen navarresischen Historikern gab es eine Debatte über den Namen des vor der Wiedergründung hier existierenden Ortes. Dass er Atarrabia hieß ist dabei aber nur eine Hypothese, die noch nicht durch Dokumente oder archäologische Funde gesichert ist. Allerdings erwähnt schon der Fuero General de Navarra aus der Mitte des 12. Jahrhunderts die Brücke am Hospital Trinidad de Arre als „Puente de Atarrabia“.
Es ist jedoch weder die Bedeutung noch die mögliche Herkunft des Namens aus dem Baskischen klar.
Er soll sich aus „ate“ (Durchgang), „Arre“ (benachbarte Ortschaft) und „ibia“ (Furt) zusammensetzen. Nahe Villava gibt es am Weg nach Arre tatsächliche eine Engstelle, an der sich auch das Flussbett des Río Ultzama einengt, die den Hintergrund für die Ortsbenennung darstellen könnte. Sie könnte übersetzt „Furt in der Schlucht von Arre“ heißen. Diese These ist aber nicht unumstritten, sodass die Bedeutung des Namens spekulativ bleibt.
Im 12. Jahrhundert gründete Sancho VI. neben dem Weiler Atarrabia einen Ort, dem er das Fuero des neuen Marktflecken von Pamplona zugesteht. Als Gründer wählte er auch den Namen: Villanova. Dieser schliff sich mit der Zeit zu Villaova und Villava ab, im Baskischen verändert er sich zu Billaba bzw. Billeba. Ende des 20. Jahrhunderts wurde zunehmend auch der Name Atarrabia genutzt und schließlich als offizieller Namensbestandteil eingefügt.

## Geschichte
Der Ort wurde nach der Rückeroberung der Region von den Mauren 1184 durch König Sancho VI. von Navarra wiedergegründet.
Durch seine Lage am Jakobsweg – und nur 35 km entfernt von Roncesvalles – wurde Atarrabia mit der heute wieder genutzten Herberge „Trinidad de Arre“ zum zweiten Etappenort der Jakobspilger auf spanischem Boden. Wie viele Ansiedlungen an der jakobäischen Route entwickelte sich der Ort entlang der von den Pilgern begangenen Straße, die noch heute die Hauptstraße, die Calle Mayor, ist.
Villava litt unter den Napoleonischen Kriegen ebenso wie unter den Carlistenkriegen.
Obwohl Villava nicht im Kampfgebiet lag, wurden nach dem Franco-Putsch von 1936 18 Einwohner erschossen.
Die Industrialisierung begann im 19. Jahrhundert durch Ansiedlungen der Papierindustrie, später folgten Holz-, Karton- und Likörfabriken. Die aktuelle Zunahme der Bevölkerung lässt aber immer weniger Platz für verarbeitendes Gewerbe, so dass zunehmend Unternehmen abwandern oder mittelfristig den Wegzug planen.

## Politik
| Liste bisheriger Bürgermeister | Liste bisheriger Bürgermeister | Liste bisheriger Bürgermeister |
| Amtszeit                       | Name                           | Partei                         |
| ------------------------------ | ------------------------------ | ------------------------------ |
| 2007–2011                      | Pello Gurbindo Jimenez         | Nafarroa Bai                   |
| 2003–2007                      | Alfonso Ucar Zaratiegi         | Unión del Pueblo Navarro (UPN) |
| 1999–2003                      | Alfonso Ucar Zaratiegi         | UPN                            |
| 1999–1999                      | Peio J. Monteano Sorbet        | Eusko Alkartasuna              |
| 1996–1999                      | Alfonso Ucar Zaratiegi         | UPN                            |
| 1995–1996                      | Hilario Eransus Olleta         | UPN                            |
| 1991–1995                      | Vicente Sabalza Martínez       | unabhängig                     |

In der Villavesischen Lokalpolitik agieren
- das baskische Parteienbündnis Nafarroa Bai (baskisch für Ja zu Navarra),
- die Navarresische Volksunion Unión del Pueblo Navarro (UPN),
- die baskische, sozialdemokratische Partei Eusko Alkartasuna (EA, deutsch: Baskische Solidarität),
- die vereinigte Navarresische Linke Izquierda Unida de Navarra-Nafarroako Ezker Batua (IUN-NEB, föderiert mit der Spanischen Vereinigten Linken Izquierda Unida),
- die baskisch-linksnationalistische Partei Aralar,
- die Navarresische Sozialistische Partei Partido Socialista de Navarra (PSN-PSOE), der Navarresische Ableger der spanischen Sozialisten Partido Socialista Obrero Español
- die linksgerichtete, gemäßigt nationalistische Partei Batzarre (baskisch für Versammlung)
- die nationalistische baskische Partei Eusko Alderdi Jeltzalea-Partido Nacionalista Vasco (EAJ / PNV).

Frühere Akteure waren
- die links- und unabhängigkeitsorientierte Partei Baskischer Bürger Euskal Herritarrok (EH, bis 2000) sowie
- die ETA-nahe und ebenfalls linksnationalistische baskische Volksunion Herri Batasuna (HB, bis 2000).

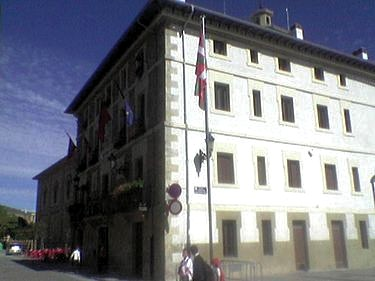
Rathaus von Villava mit gehisster Ikurriña (2007)

1999 wurde Villava von einer Koalition aus Eusko Alkartasuna, Izquierda Unida und Herri Batasuna regiert. Nachdem Bürgermeister Peio J. Monteano (Eusko Alkartasuna) dem Koalitionspartner Euskal Herritarok die Unterstützung für einen Antrag verweigerte, der darauf drang, einen Angriff auf einen Stadtrat der Unión del Pueblo Navarro (UPN) zu verurteilen, trat er vom Bürgermeisteramt zurück. Die Koalition zerbrach daraufhin, den Bürgermeister stellte fortan die UPN. Sie regierte mit Unterstützung der Partido Socialista de Navarra bis einschließlich Juni 2007.
Bei den Kommunalwahlen 2007 erhielt das Bündnis Nafarroa Bai aus Eusko Alkartasuna, Aralar, Batzarre und Partido Nacionalista Vasco die meisten Stimmen und stellte sechs Stadträte, fünf Sitze gingen an die Union del Pueblo Navarro, zwei erhielt die Partido Socialista Navarro, die Izquierda Unida erzielte einen Sitz.
Im Oktober 2007 entschied der Stadtrat, dass vor dem Rathaus die baskische Regionalflagge Ikurriña gehisst werden soll. Die navarresische Regionalregierung ging gegen diese Entscheidung mit Verweis auf das Landesrecht für Symbole (Ley Foral de Símbolos) vor, worauf der Stadtrat von Villava den Obersten Gerichtshof Navarras anrief. Dieser entschied im Dezember 2008 auf einen Verstoß gegen das genannte Gesetz, trotzdem die Fahne nur vor und nicht im Rathaus angebracht worden war. Im April 2009 entschied der Stadtrat gesetzeskonform auf Einholen der Ikurriña und verpflichtete die Stadträte der Nafarroa Bai zur Übernahme der Gerichtskosten.

## Sport
Der Verein Club Deportivo Beti Onak ist in Villava beheimatet.

## Sehenswertes
- Gerichtssäule - Rollo. Toskanische Säule von 2,24 m Höhe. Im 15. oder 16. Jahrhundert vermutlich am aktuellen Standort errichtet war sie Zeichen der Gerichtsbarkeit und kommunaler Selbständigkeit. Zeugnisse für eine Nutzung als Pranger oder Exekutionsort existieren nicht. Mitte des zwanzigsten Jahrhunderts wurde die Säule zum Kalvarienkreuz umgestaltet und nahe der Brücke Puente de San Andrés versetzt. 1990 wurde die Säule wiederhergestellt, von späteren angebrachtem Verzierungen und Beirat befreit und am ursprünglichen Platz wieder aufgestellt.

- Gebäude in den Straßen Calle Mayor und Calle Serapio Huici. Verschiedene Paläste vom Anfang des 20. Jahrhunderts, die bauliche Zeugnisse der damaligen Spekulationen sind. Aus dem Jahr 1911 stammt das Besta Jira, das von einer bürgerlichen Pamploneser Familie gebaut wurde, die ein modernes Casino-Restaurant vor Ort haben wollten, 1915 wurde es von den Dominikanern gekauft. Ein weiteres interessantes Gebäude ist die Schule für Landwirtschaftshunde (Escuela de Peritos Agrícolas). Der navarresische Landtag (Diputación Foral de Navarra) beauftragte 1912 den Architekten José Yárnoz mit dem Bau, der eigentlich der landesweiten Versammlung der Weinbauern (Congreso Nacional de Viticultura) als Tagungsort dienen sollte, die sich aus Anlass des siebenhundertjährigen Jubiläums der Schlacht bei Las Navas de Tolosa dort versammeln sollte.

- Trinidad de Arre. Sechsbogige mittelalterliche Brücke über den Río Ulzama und Pilgerherberge in einer ehemaligen Ermita de la Santísima Trinidad (Kapelle der heiligen Dreieinigkeit), zu der auch ein Kloster und ein Pilgerhospiz gehörten. Das Gebäude bewahrt die Apsis einer Kirche aus dem 13. Jahrhundert, von der es bis ins 16. Jahrhundert keine schriftlichen Zeugnisse gibt. Das Kloster unterstand der Abtei von Roncesvalles.

- Andreaskirche / Iglesia de San Andrés. Das Gotteshaus wurde Mitte des 16. Jahrhunderts im Renaissancestil begonnen. Das moderne Gebäude neben dem Rathaus stammt aus dem 20. Jahrhundert und beherbergt auch die einfach gebaute Kapelle „Capilla de la Soledad“ mit rundem Grundriss vom Ende des 18. Jahrhunderts.

- Ehemalige Mühle El Batán. Die Gefälleunterschiede des Ría Ulzama im Gemeindegebiet Villavas nutzten verschiedene wassergetriebene Mühlen unterschiedlicher Gewerbe. Eine davon, die zuvor schon als Getreide- und Wollmühle, Gaststätte, Fabrik, Süßholzmühle, Loh- und Gerbmühle sowie als Papiermühle gedient hatte, wurde restauriert und als Museum der Öffentlichkeit zugänglich gemacht.[8][9]

- Casa Motza. Renaissance-Palast aus dem 16. Jahrhundert, vorher nach dem Auftraggeber des Baus, Pedro de Andosilla, als „Palacio de Andosilla“ bekannt.

- Miguel-Indurain-Denkmal - Escultura dedicada a Miguel Indurain

- Graffiti-Mauern - Murales juveniles. Die Gemeindeverwaltung stellt einige Mauern der Stadt für Graffiti zur Verfügung. Dito organisiert sie Workshops und ein Graffiti-Festival, bei dem die Teilnehmer auf vorher bestimmten Mauern Themen wie soziale Zustände, Konsumismus oder Sexismus mittels Graffiti reflektieren.

## Fiestas
- Stadtfest - Fiestas Mayores. Eine Woche vor und nach dem ersten Oktobersonntag, zu Ehren der Jungfrau vom Rosenkranz (Virgen del Rosario). Während des Festes gibt es diverse kulturelle Angebote und Darbietungen, die von Kinderspielen bis zu Rockkonzerten reichen. Am Dienstag findet ein volkstümliches Grillfest (costillada popular) im Parque de Ribed statt, bei dem hauptsächlich Schafs- und Schweinerippchen gegrillt, teilweise aber auch anspruchsvollere Gericht serviert werden. Die Gemeinde organisiert dazu die Grillanlagen, das Brot und den Wein, während die Einwohner das Grillgut mitbringen.

Weil das Fest sehr bekannt und eines der letzten sommerlichen Stadtfeste dieser Gegend ist, zieht es jedes eine große Zahl Teilnehmer aus anderen Orten an.
- Villava-Tag - Día de Villava oder Atarrabiako Eguna. Am ersten Septembersonntag

- Patronatsfest - Fiesta de San Andrés. 30. November, Fest zu Ehren des Stadtpatrons, des heiligen Andreas

## Persönlichkeiten
- Miguel Indurain (* 1964), Ex-Radsportler, gewann fünfmal in Folge die Tour de France und zweimal den Giro d’Italia.
- Prudencio Indurain, Ex-Radsportler, Bruder des erstgenannten
- Ruth Unzu, spanische Meisterin im Siebenkampf